# Sowjetischer Fußball-Supercup
Der Sowjetische Fußball-Supercup (russisch Суперкубок СССР/Superkubok SSSR bzw. Кубок Сезона/Kubok Sesona) war ein Pokalwettbewerb im Fußball. Dabei trafen der sowjetische Meister und der sowjetische Pokalsieger aufeinander. Der Sieger wurde in einen, in manchen Jahren auch in zwei Spielen ermittelt. In den ersten sechs Jahren bis 1983 fand der Supercup nicht regelmäßig statt, sondern bis dahin nur zweimal. Ab 1983 wurde der Superpokal jährlich vergeben. 1988 fand der Wettbewerb nicht statt, da der festgelegte Spielort in Chișinău letzten Endes als unzureichend bewertet wurde. Beim letzten Superpokal 1989 in Sotschi kamen nur 1.500 Zuschauer.

## Die Endspiele im Überblick
| Jahr | Spielort                                | Meister              | Ergebnis             | Pokalsieger        |
| ---- | --------------------------------------- | -------------------- | -------------------- | ------------------ |
| 1977 | Tiflis, Georgien                        | Dynamo Kiew          | 0:1                  | Dynamo Moskau      |
| 1981 | Simferopol, Ukraine                     | Dynamo Kiew          | 1:1 n. V., 5:4 i. E. | Schachtar Donezk   |
| 1984 | Donezk, Ukraine Dnipropetrowsk, Ukraine | FK Dnipro            | 1:2 / 1:1            | Schachtar Donezk   |
| 1985 | Leningrad, Russland Moskau, Russland    | Zenit St. Petersburg | 2:1 / 1:0            | Dynamo Moskau      |
| 1986 | Kiew, Ukraine                           | Dynamo Kiew          | 2:2 n. V., 3:1 i. E. | Schachtar Donezk * |
| 1987 | Moskau, Russland                        | Dynamo Kiew          | 1:1 n. V., 5:4 i. E. | Torpedo Moskau     |
| 1988 | Chișinău, Moldawien                     | nicht ausgetragen    | nicht ausgetragen    | nicht ausgetragen  |
| 1989 | Sotschi, Russland                       | FK Dnipro            | 3:1 n. V.            | Metalist Charkiw   |

* Pokalfinalist

### Rangliste der Sieger und Finalisten
| Rang | Verein               | Siege | Jahr(e)          | FT |
| ---- | -------------------- | ----- | ---------------- | -- |
| 1    | Dynamo Kiew          | 3     | 1980, 1985, 1986 | 1  |
| 2    | Schachtar Donezk     | 1     | 1983             | 2  |
| 3    | Dynamo Moskau        | 1     | 1977             | 1  |
|      | FK Dnipro            | 1     | 1988             | 1  |
| 5    | Zenit St. Petersburg | 1     | 1984             | /  |
| 6    | Torpedo Moskau       |       |                  | 1  |
|      | Metalist Charkiw     |       |                  | 1  |